# David Tepper

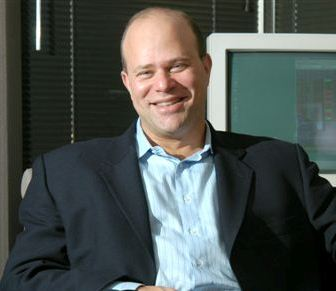
David Tepper

David Alan Tepper (* 11. September 1957) ist ein US-amerikanischer Hedgefonds-Manager. 2009 war er bestverdienender Hedgefonds-Manager aller Zeiten.

## Leben
Nach dem VWL-Studium an der University of Pittsburgh, das er mit einem sehr guten Bachelor of Arts abschloss, heuerte er 1980  bei Equibank als Kreditanalyst an. Als ihm dieser Beruf nicht mehr zusagte, schrieb er sich an der Carnegie Mellon University Business School ein und schloss 1982 mit dem Master of Science in Industrial Administration ab.
Nach einer Stelle bei der Republic Steel in Ohio wurde er von Heystone Mutual Funds angeworben und wechselte 1985 zu Goldman Sachs, wo er schon nach sechs Monaten zum Head Trader aufstieg. 1992 verließ er Goldman Sachs und gründete Appaloosa Management.
2006 erreichte er so ein Gehalt von 670 Mio. US-Dollar. 2009 erzielte Appaloosa Management einen Gewinn von rund 7 Mrd. US-Dollar und bezahlte ihm ein Gehalt von rund 4 Mrd. US-Dollar, was ihn zum bestverdienenden Investor an der Wall Street machte, womit er George Soros übertraf, und ihn in die Liste der 400 reichsten Menschen der Welt brachte. Tepper wurde damit zum  „bestverdienende(n) Hedgefonds-Manager in der Geschichte“ und kam unter die 50 reichsten US-Amerikaner.
Der Carnegie Mellon University stifteten Tepper und seine Frau 2004 55 Mio. US-Dollar. Im Gegenzug wurde die Business School der Carnegie Mellon University in David A. Tepper School of Business umbenannt. Sie ist heute eine der besten Business Schools der USA.
Tepper war davon ausgegangen, dass die US-Regierung nach dem Konkurs von Lehman Brothers andere gefährdete Banken retten würde und hatte 2009 auf den Kauf von Bankaktien, zum Beispiel der Bank of America und der Citigroup, gesetzt.
2018 erwarb er das NFL-Franchise Carolina Panthers für einen Kaufpreis von ca. 2,3 Milliarden US-Dollar. Er ist auch der Besitzer des 2019 gegründeten MLS-Franchise Charlotte FC.
David Tepper ist verheiratet und hat drei Kinder.

## Vermögen
David Tepper ist Multi-Milliardär. Auf der Forbes-Liste 2022 wird sein Vermögen mit ca. 17 Milliarden US-Dollar angegeben, womit er Platz 103 auf der Forbes-Liste der reichsten Menschen der Welt belegt.